# ナガランド民族社会主義評議会
ナガランド民族社会主義評議会（ナガランドみんぞくしゃかいしゅぎひょうぎかい、National Socialist Council of Nagaland、NSCN）は、北東インドを拠点とするナガ人の反政府武装組織である。ナガ人による独立国家であるナガリム（Nagalim）の設立を目指している。大きくは、S・S・カプラン率いるカプラン派（NSCN-K）と、イサク・チシ・スウとトゥインガレン・ムイヴァーの率いるイサク・ムイバ派（NSCN-IM）に分裂している。

## 歴史
「ナガ」は北東インドのヒマラヤ山脈周辺に居住する諸民族の総称であり、19世紀の英領インド時代に命名された。インドの独立以来、ナガ人は独立運動を繰り返してきた。NSCN設立の契機となったのは1975年、分離主義組織であるナガ民族評議会（NSC）が暴力行動を放棄し、インド政府とシロン協定を結んだことである。NSC指導部の一部、イサク・チシ・スウ、トゥインガレン・ムイヴァー、S・S・カプランらはナガランドをインドの領土と認める同協定に反発し、新組織であるナガランド民族社会主義評議会（NSCN）を設立した。
NSCNは政治部門と武装部門からなる地下政府を設立した。しかし、政府との交渉姿勢をめぐり再び指導部で対立が発生し、1988年4月30日にNSCNはカプラン派（NSCN-K）とイサク・ムイバ派（NSCN-IM）に分裂した。NSCN分裂後、両派閥は衝突した。1997年、NSCN両勢力とインド政府の停戦が実現した。また、NSCN-Kはミャンマー政府と2012年に停戦した。
2015年8月3日、NSCN-IMはナレンドラ・モディ首相ら立ち会いのもとでナガ平和協定に署名した。一方で同年、NSCN-Kは北東インドの反政府勢力同盟である西部東南アジア連合民族解放戦線（UNLFW）に加盟した。UNLFWのNSCN-Kとカンレイ・ヤオル・カンナ・ラプは2015年6月4日、マニプル州奇襲を実行し、インド軍の兵士18人を殺害・15人を負傷させた。6月10日、インド軍はミャンマー国内のNSCN-K基地を攻撃したと発表したものの、ミャンマー政府およびNSCN-Kはそのような事実は確認できなかったと発表した。2019年2月から6月にかけて、ミャンマー軍とインド軍は共同作戦である Sunrise および Sunrise II を実行し、NSCN-Kをふくむ印緬国境諸勢力の拠点を攻撃した。

## 組織

### 目的・イデオロギー
NSCNの設立目的は、北東インドから北西ミャンマーに及ぶナガ人の居住地域を版図とする独立国家であるナガリム（Nagalim）を成立させることである。ナガは様々な民族集団に分かれ、それぞれ異なる言語を話すが、NSCNはこれらのナガ民族すべてを一つの政府のもと団結させ、分離独立を目指している。党是によればNSCNは社会主義を支持しており、同組織を中心とする人民民主主義独裁および組織内での民主主義の実践を目指している。
NSCNは広く、毛沢東思想ないしキリスト教を思想的背景に有する組織であると論じられる。バーティル・リントナーは同組織のイデオロギーを「福音主義と革命社会主義の混淆物」であると説明する。NSCN-IMのマニフェストには「キリストのためのナガランド（Nagaland for Christ）」というスローガンがある。BBCは2005年にこのスローガンについてムイバに取材したが、彼はこれがナガランドを神権国家にするという意味ではなく、単にナガ人の95%がキリスト教徒であることを反映した声明文に過ぎないと述べた。

### 支配地域
NSCN-IMは北東インドで活動しており、ナガランド州および、マニプル州の丘陵地域において強い影響力を有する。また、ナガランド州の近隣地域であるアッサム州およびアルナーチャル・プラデーシュ州においても存在感を保っている。NSCN-Kはアルナーチャル・プラデーシュ州の一部および東部ナガランドに影響力を有し、本部はミャンマー国内にある。

### 経済活動
NSCN-IMは麻薬の密売および「税金」の徴収により資金を得ている。これらの収入の70%はNSCN本部のものとなり、30%は同勢力支配地域で活動するより小規模な反政府勢力のものとなる。NSCN-IMは州政府職員から12%の所得税を徴収するほか、一般住居に対しても固定資産税を課す。支配地域の店舗からも、5%以上の税金を課す。

## 論争
2015年、『エコノミスト』誌はNSCN-Kがナガ分離主義者を分裂させ、反乱運動を弱体化させるべく、インドの情報機関から資金援助を受けていたと報道した。NSCN-IMは、自組織のイデオロギーに賛同しないものはナガ人であっても殺害すると批判されている。2021年9月には、ゼリアンロンの男性であるAthuan AbonmaiがNSCN-IMに誘拐されたのち殺害された。